# Харампурське – Уренгой-Челябінськ
Харампурське – Уренгой-Челябінськ – газопровід в Тюменській області Росії, за допомогою якого забезпечили видачу продукції гігантського Харампурського родовища.
Трубопровід, який спорудили в 2020 році, має довжину 156 км та виконаний в діаметрі 1020 мм. На своєму шляху його траса долає річки Айваседапур та Пякупур (права і ліва твірні Пуру) і в кінцевому пункті маршруту приєднується до системи Уренгой – Челябінськ за кілька кілометрів до компресорної станції «Пурипейська».
В подальшому через цей газопровід планується видача продукції Кинсько-Часельського нафтогозоконденсатного родовища.